# Anna Sisková
Anna Sisková (* 1. července 2001 Olomouc) je česká profesionální tenistka. Ve své dosavadní kariéře na okruhu WTA Tour vyhrála jeden deblový turnaj. V sérii WTA 125 vybojovala dvě deblové trofeje. V rámci okruhu ITF získala šest titulů ve dvouhře a dvacet tři ve čtyřhře.
Na žebříčku WTA byla ve dvouhře nejvýše klasifikována v srpnu 2022 na 236. místě a ve čtyřhře v srpnu 2024 na 64. místě. Domovským oddílem je TK Agrofert Prostějov.
Matka Kateřina Sisková, rozená Kroupová, hrála také profesionálně tenis a byla členkou první světové šedesátky.

## Tenisová kariéra
Do grandslamové kvalifikace poprvé zasáhla ve Wimbledonu 2022. V úvodním kole však nenašla recept na Američanku z třetí světové stovky Louisu Chiricovou po divokém výsledku. V úvodním setu ztratila jediný game, ale ve zbylých dvou sadách uhrála jen jednu další hru.

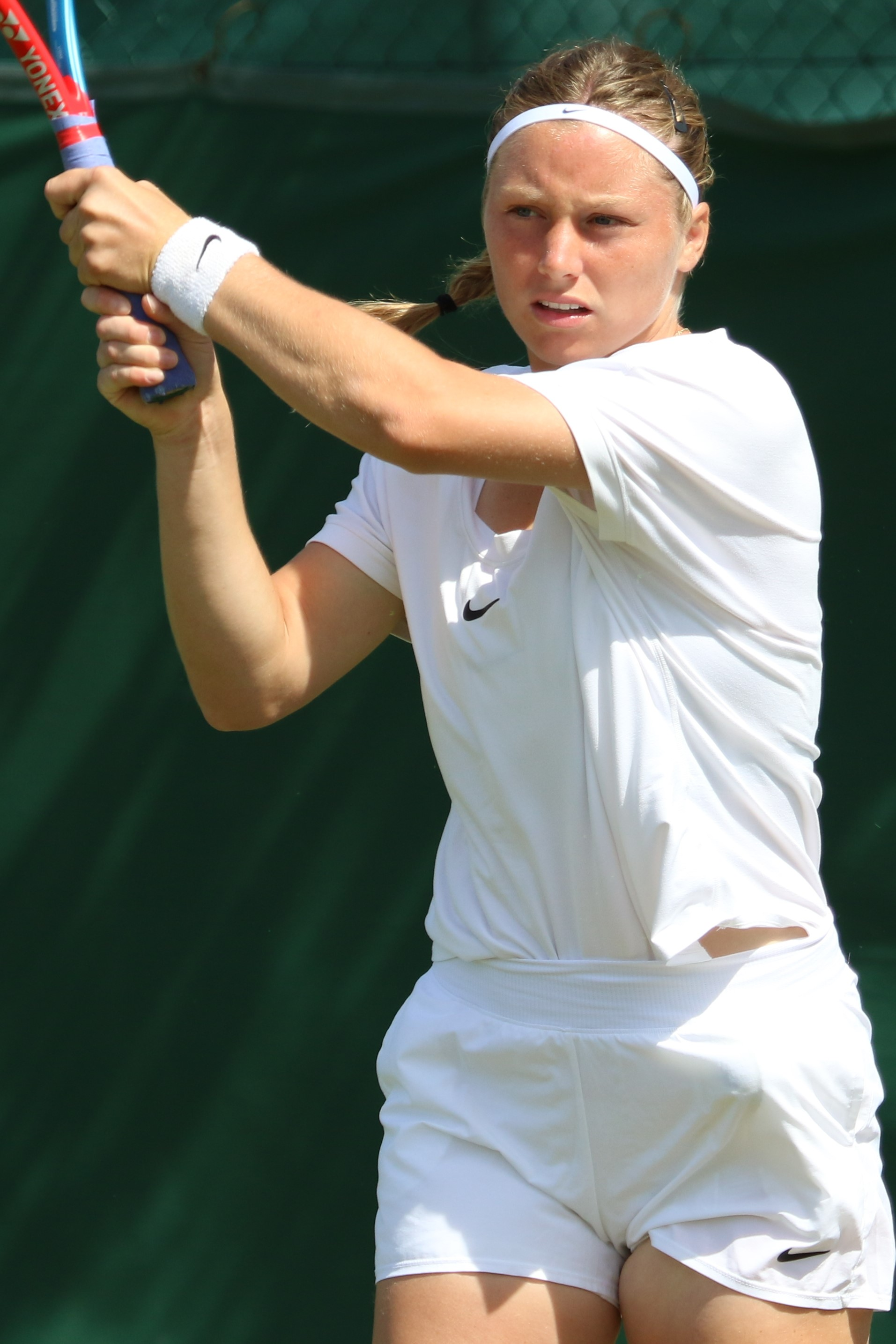
V kvalifikaci Wimbledonu 2022

V hlavní singlové i deblové soutěži okruhu WTA Tour debutovala ve 22 letech červencovým Hungarian Grand Prix 2023 v Budapešti. Z pozice 377. hráčky žebříčku musela projít kvalifikací, v jejímž závěru přehrála pozdější šampionku Mariji Timofejevovou až po zisku tiebreaku závěrečné sady. Na úvod budapešťské dvouhry pak hladce zdolala Jevgeniji Rodinovou, než ji vyřadila osmdesátá hráčka žebříčku Nadia Podoroská z Argentiny. Do budapešťské čtyřhry nastoupila s Američankou Jessie Aneyovou. Soutěží prošly až do finále, v němž nestačily na polsko-maďarský pár Katarzyna Piterová a Fanny Stollárová, jenž o titulu rozhodl ziskem supertiebreaku. V kvalifikaci tuniského Jasmin Open Monastir 2023 ji časnou porážku přivodila nejvýše nasazená Američanka Sachia Vickeryová. V monastirské čtyřhře skončila po boku Polky Falkowské ve čtvrtfinále, když podlehly Polkám Fręchové s Kawaovou.
Na grandslamu debutovala čtyřhrou French Open 2024, kde si s krajankou Miriam Kolodziejovou zajistily účast až jako náhradnice. V úvodu vyřadily Jekatěrinu Alexandrovovou s Anastasijí Pavljučenkovovou, než jim stopku vystavily pozdější vítězky Kateřina Siniaková s Coco Gauffovou. Ve druhých kolech pak vypadla i na dalších třech deblových majorech, s Kolodzieovou ve Wimbledonu 2024 a po boku Maiy Lumsdenové na US Open 2024 i Australian Open 2025. S Belgičankou Magali Kempenovou vybojovala první titul na túře WTA v deblové soutěži Transylvania Open 2025. Ve finále klužského turnaje ztratily s rumunsko-italským párem Jaqueline Cristianová a Angelica Moratelliová jen čtyři gamy.

## Finále na okruhu WTA Tour

### Čtyřhra: 2 (1–1)
| Legenda            |
| ------------------ |
| Grand Slam (0)     |
| Turnaj mistryň (0) |
| WTA 1000 (0)       |
| WTA 500 (0)        |
| WTA 250 (1–1)      |

| Stav       | č. | datum         | turnaj             | kategorie | povrch    | spoluhráčka      | soupeřky ve finále                          | výsledek         |
| ---------- | -- | ------------- | ------------------ | --------- | --------- | ---------------- | ------------------------------------------- | ---------------- |
| Finalistka | 1. | červenec 2023 | Budapešť, Maďarsko | WTA 250   | antuka    | Jessie Aneyová   | Katarzyna Piterová Fanny Stollárová         | 2–6, 6–4, [4–10] |
| Vítězka    | 1. | únor 2025     | Kluž, Rumunsko     | WTA 250   | tvrdý (h) | Magali Kempenová | Jaqueline Cristianová Angelica Moratelliová | 6–3, 6–1         |

## Finále série WTA 125

### Čtyřhra: 5 (2–3)
| Legenda       |
| ------------- |
| WTA 125 (2–3) |

| Stav       | č. | datum       | turnaj                         | povrch | spoluhráčka                | soupeřky ve finále                            | výsledek      |
| ---------- | -- | ----------- | ------------------------------ | ------ | -------------------------- | --------------------------------------------- | ------------- |
| Finalistka | 1. | červen 2023 | Makarska, Chorvatsko           | antuka | Renata Voráčová            | Ingrid Neelová Wu Fang-sien                   | 3–6, 5–7      |
| Vítězka    | 1. | září 2023   | Bari, Itálie                   | antuka | Katarzyna Kawaová          | Valentini Grammatikopoulou Elixane Lechemiová | 6–1, 6–2      |
| Finalistka | 2. | září 2023   | Bukurešť, Rumunsko             | antuka | Valentini Grammatikopoulou | Angelica Moratelliová Camilla Rosatellová     | 5–7, 4–6      |
| Vítězka    | 1. | duben 2024  | La Bisbal d'Empordà, Španělsko | antuka | Miriam Kolodziejová        | Tímea Babosová Dalma Gálfiová                 | bez boje      |
| Finalistka | 3. | červen 2024 | Gaiba, Itálie                  | tráva  | Miriam Kolodziejová        | Hailey Baptisteová Alycia Parksová            | 6–7(4–7), 2–6 |

## Tituly na okruhu ITF
| Kategorie okruhu ITF | Kategorie okruhu ITF |
| -------------------- | -------------------- |
| Turnaje W100         | Turnaje W80          |
| Turnaje W75/W60      | Turnaje W50/W40      |
| Turnaje W35/W25      | Turnaje W15/W10      |

### Dvouhra (7 titulů)
| Č. | datum       | turnaj                | kategorie | povrch | poražená finalistka    | výsledek           |
| -- | ----------- | --------------------- | --------- | ------ | ---------------------- | ------------------ |
| 1. | únor 2020   | Palma Nova, Španělsko | W15       | antuka | Alba Rey Garcíaová     | 6–3, 6–1           |
| 2. | leden 2021  | Monastir, Tunisko     | W15       | tvrdý  | Amelie Van Impeová     | 0–6, 6–4, 7–6(7–3) |
| 3. | říjen 2021  | Lima, Peru            | W25       | antuka | Dea Herdželašová       | 3–6, 7–5, 6–0      |
| 4. | březen 2024 | Šarm aš-Šajch, Egypt  | W15       | tvrdý  | Katarína Kužmová       | 6–4, 4–6, 6–2      |
| 5. | leden 2025  | Šarm aš-Šajch, Egypt  | W15       | tvrdý  | Carol Young Su Leeová  | 6–2, 7–5           |
| 6. | únor 2025   | Šarm aš-Šajch, Egypt  | W15       | tvrdý  | Carolyn Ansariová      | 6–1, 6–3           |
| 7. | březen 2025 | Šarm aš-Šajch, Egypt  | W15       | tvrdý  | Elena-Teodora Cadarová | 6–0, 6–3           |

### Čtyřhra (23 titulů)
| Č.  | datum         | turnaj                           | kategorie | povrch    | spoluhráčka             | poražené finalistky                       | výsledek               |
| --- | ------------- | -------------------------------- | --------- | --------- | ----------------------- | ----------------------------------------- | ---------------------- |
| 1.  | srpen 2018    | Bukurešť, Rumunsko               | 15 000    | antuka    | Natalie Suková          | Cristina Adamescuová Andreea Ghițescuová  | 7–5, 6–4               |
| 2.  | říjen 2019    | Telavi, Gruzie                   | W15       | antuka    | Oana Georgeta Simionová | Jekatěrina Dmitričenková Anna Urekeová    | 6–1, 6–0               |
| 3.  | prosinec 2020 | Káhira, Egypt                    | W15       | antuka    | Lexie Stevensová        | Elina Avanesjanová Anna Kubarevová        | 3–6, 6–4, [10–8]       |
| 4.  | prosinec 2020 | Monastir, Tunisko                | W15       | tvrdý     | Weronika Falkowská      | Aubane Droguetová Helena Stevicová        | 6–2, 6–2               |
| 5.  | leden 2021    | Monastir, Tunisko                | W15       | tvrdý     | Inès Ibbouová           | Fiona Ganzová Elena Gemovićová            | 6–3, 6–1               |
| 6.  | únor 2021     | Šarm aš-Šajch, Egypt             | W15       | tvrdý     | Kristýna Lavičková      | Miharu Imanišiová Justina Mikulskytė      | 7–6(7–0), 6–4          |
| 7.  | březen 2021   | Šarm aš-Šajch, Egypt             | W15       | tvrdý     | Erika Semaová           | Mana Ajukawová Ajano Šimizuová            | 1–6, 6–4, [2–1]skreč   |
| 8.  | červenec 2021 | Olomouc, Česko                   | W60       | antuka    | Jessie Aneyová          | Bárbara Gaticová Rebeca Pereirová         | 6–1, 6–0               |
| 9.  | srpen 2021    | Pärnu, Estonsko                  | W25       | antuka    | Justina Mikulskytė      | Rutuja Bhosaleová Magali Kempenová        | 6–7(5–7), 6–3, [10–5]  |
| 10. | červen 2022   | Pörtschach, Rakousko             | W60       | antuka    | Jessie Aneyová          | Jenny Dürstová Weronika Falkowská         | 6–3, 6–4               |
| 11. | září 2022     | Vídeň, Rakousko                  | W25       | antuka    | Lena Papadakisová       | Živa Falknerová Amarissa Kiara Tóthová    | 7–6(10–8), 6–4         |
| 12. | září 2022     | Jablonec nad Nisou, Česko        | W25       | antuka    | Lena Papadakisová       | Valerija Strachovová Anna Danilinová      | 5–7, 1–6               |
| 13. | říjen 2022    | Otočec, Slovinsko                | W25       | antuka    | Jessie Aneyová          | Irina Chromačovová Iryna Šymanovičová     | 3–0skreč               |
| 14. | leden 2023    | Loughborough, Spojené království | W25       | tvrdý (h) | Viktória Morvayová      | Justina Mikulskytė Bibiane Schoofsová     | 6–3, 6–7(3–7), [10–6]  |
| 15. | leden 2023    | Tallinn, Estonsko                | W40       | tvrdý (h) | Jessie Aneyová          | Freya Christieová Ali Collinsová          | 6–4, 6–7(3–7), [10–7]  |
| 16. | duben 2023    | Bellinzona, Švýcarsko            | W60       | antuka    | Conny Perrinová         | Freya Christieová Ali Collinsová          | 3–6, 7–6(11–9), [10–5] |
| 17. | květen 2023   | Saint-Gaudens, Francie           | W60       | antuka    | Sofja Lansereová        | María Herazo Gonzálezová Adriana Reamiová | 6–0, 3–6, [10–6]       |
| 18. | červenec 2023 | Périgueux, Francie               | W25       | antuka    | Sapfo Sakellaridiová    | Jessy Rompiesová Olivia Tjandramuliová    | 6–2, 6–1               |
| 19. | červenec 2023 | Getxo, Španělsko                 | W25       | antuka    | Diletta Cherubiniová    | Nicole Fossa Huergová Noelia Zeballosová  | 6–2, 6–4               |
| 20. | srpen 2023    | Přerov, Česko                    | W60       | antuka    | Sapfo Sakellaridiová    | Camilla Rosatellová Angelica Moratelliová | 6–2, 6–3               |
| 21. | září 2023     | Collonge-Bellerive, Švýcarsko    | W60       | antuka    | Conny Perrinová         | Estelle Cascinová Diāna Marcinkēvičová    | 7–6(7–4), 6–1          |
| 22. | leden 2024    | Nonthaburi, Thajsko              | W50       | tvrdý     | Xenija Zajcevová        | Maja Chwalińská Juki Naitóová             | 7–5, 7–6(7–3)          |
| 23. | duben 2024    | Zaragoza, Španělsko              | W100      | antuka    | Miriam Kolodziejová     | Angelica Moratelliová Camilla Rosatellová | 6–2, 6–3               |